# Источник (Шаранский район)
Исто́чник (баш. Источник) — деревня в Шаранском районе Республики Башкортостан Российской Федерации. Входит в состав Дмитриево-Полянского сельсовета. Основана около 1920 года на месте хутора помещика Александрова. Максимум населения достигался в конце 1990-х — начале 2000-х годов; ныне в деревне проживает 208 человек (2021 год).

## География

### Географическое положение
Деревня находится в северо-западной части района, невдалеке от реки Сюнь. Расстояние до:
- районного центра (Шаран): 18 км,
- центра сельсовета (Дмитриева Поляна): 13 км,
- ближайшей ж/д станции (Туймазы): 50 км.

### Климат
Деревня, как и весь район, относится к лесостепной зоне, климат характеризуется как умеренно континентальный. Среднегодовая температура воздуха — от 1,5 до 2,0 °С. Средняя температура воздуха самого тёплого месяца (июля) — 19 °C (абсолютный максимум — 40 °C); самого холодного (января) — −15 °C (абсолютный минимум — −49 °C). Среднегодовое количество атмосферных осадков составляет 429 мм с колебаниями от 415 до 580 мм, наибольшее количество выпадает летом и осенью. Распределение их по годам и по периодам года крайне неравномерное. Продолжительность снежного покрова в среднем 180 дней.
| Показатель                                              | Янв. | Фев. | Март | Апр. | Май | Июнь | Июль | Авг. | Сен. | Окт. | Нояб. | Дек. |
| ------------------------------------------------------- | ---- | ---- | ---- | ---- | --- | ---- | ---- | ---- | ---- | ---- | ----- | ---- |
| Средний суточный максимум, °C                           | −9   | −7   | 0    | 11   | 19  | 23   | 25   | 23   | 16   | 8    | −1    | −7   |
| Средний суточный минимум, °C                            | −15  | −15  | −9   | 1    | 7   | 11   | 14   | 12   | 7    | 1    | −6    | −13  |
| Норма осадков, мм                                       | 30   | 28   | 33   | 36   | 47  | 63   | 48   | 46   | 49   | 52   | 40    | 38   |
| Источник: Климат Источник. Дата обращения: 7 июня 2025. |      |      |      |      |     |      |      |      |      |      |       |      |

## История
Впервые упоминается в списке 1906 года как хутор Александрова в составе Никольской волости Белебеевского уезда Уфимской губернии.
На месте, где ныне расположена деревня, находилось более 400 га земли (пашня и несколько кварталов леса), принадлежавшей помещику Василию Александрову из Уфы; поместье называлось Александровской дачей, здесь было много источников и родников. Помещик занимался производством сельхозпродукции (в основном животноводческой) и содержал большое поголовье лошадей. Был разбит большой плодовый сад, построены барская усадьба и здания для рабочих. В основном рабочие были из деревни Людмиловка в 6 км от поместья, выходцы из Вятской губернии.
Перед Октябрьской революцией 1917 года Александров предложил 20 своим рабочим переехать на его дачу, обещая выделить лес для строительства и земельные участки. В 1918—1920 годах люди стали переезжать на новое место и назвали деревню Источник. Сюда переезжали также из деревень Загорные Клетья и Таллыкуль.
В 1923 году произошло укрупнение волостей, и хутор вошёл в состав Шаранской волости Белебеевского кантона Башкирской АССР. В 1925 году отмечен как товарищество «Источник» (бывший хутор Александровка).
В 1930 году в республике было упразднено кантонное деление, образованы районы. Деревня вошла в состав Бакалинского района, а в 1935 году — в составе вновь образованного Шаранского района. В то время деревня входила в состав колхоза им. Молотова, открылась начальная школа. По переписи 1939 года — деревня Источник Людмиловского сельсовета Шаранского района. В июле 1953 года Людмиловский сельсовет вошёл в состав Дмитриево-Полянского. С 1957 года деревня была в составе совхоза «Шаранский».
В начале 1963 года в результате реформы административно-территориального деления деревня Источник была включена в состав Туймазинского сельского района, с марта 1964 года — в составе Бакалинского, с 30 декабря 1966 года — вновь в Шаранском районе.
С 1990-х годов деревня входит в состав ДООО «Шаранагрогаз».

## Население
| Год  | Методика              | Жителей | Мужчин | Женщин | Дворов | Преобладающие национальности/сословия                | Источники            |
| ---- | --------------------- | ------- | ------ | ------ | ------ | ---------------------------------------------------- | -------------------- |
| 1905 | текущий учёт          | 9       | 6      | 3      | 1      | н/д                                                  | [ 8 ]                |
| 1920 | перепись              | 17      | 6      | 11     | 3      | русские                                              | [ 11 ]               |
| 1925 | подготовка к переписи | н/д     | н/д    | н/д    | 11     | н/д                                                  | [ 11 ]               |
| 1939 | перепись              | 107     | 46     | 61     | н/д    | н/д                                                  | [ 16 ]               |
| 1959 | перепись              | 124     | 56     | 68     | н/д    | русские                                              | [ 21 ] [ 22 ]        |
| 1970 | перепись              | 200     | 90     | 110    | н/д    | русские                                              | [ 23 ] [ 24 ]        |
| 1979 | перепись              | 191     | 85     | 106    | н/д    | русские                                              | [ 25 ] [ 26 ]        |
| 1989 | перепись              | 159     | 74     | 85     | н/д    | татары                                               | [ 27 ] [ 28 ] [ 20 ] |
| 2002 | перепись              | 260     | 128    | 132    | н/д    | башкиры (52 %), татары (31 %)                        | [ 28 ] [ 29 ]        |
| 2010 | перепись              | 228     | 117    | 111    | н/д    | н/д                                                  | [ 30 ]               |
| 2021 | перепись              | 208     | н/д    | н/д    | н/д    | 80 татар, 67 русских, 57 башкир, 3 чуваша и 1 мариец | [ 31 ]               |

## Инфраструктура
В деревне действуют зерносклад ООО «Шаранагрогаз», молочно-товарная ферма на 678 голов и тепличное хозяйство ИП Аракилян, а также магазины. Жилой фонд по состоянию на 2013 год представлен 11 многоквартирными (общая площадь 1576,5 м²) и 56 частными (общая площадь 3343,3 м²) домами. Имеется водопровод, деревня газифицирована, почти все дома обеспечены центральным отоплением. Действует фельдшерско-акушерский пункт, в начале 2003 года открылась основная школа, позже ставшая филиалом Шаранской средней школы №1 и превращённая в начальную. В 2008 году была введена АТС на 30 номеров.

### Комментарии
1. ↑  По официальным данным переписи.
2. ↑  При этом все жители деревни использовали русский язык, 84 — татарский, 46 — башкирский, 7 — марийский, 2 — чувашский и 1 — английский языки